# Carmen Ejogo
Carmen Ejogo est une actrice et chanteuse britannique, née le 22 octobre 1973 à Londres.
Elle commence sa carrière en tant que présentatrice de l'émission de télévision pour enfants, Saturday Disney, de 1993 à 1995. Il s'ensuit des seconds rôles dans des films comme le policier Le Flic de San Francisco (1997), l'indépendant film dramatique I Want You (1998) et le film d'action Chapeau melon et bottes de cuir (1998).
Dans les années 2000, elle perce progressivement et signe des prestations remarquées comme dans le film musical britannique Peines d'amour perdues (2000), et les téléfilms Boycott (2001) et Lackawanna Blues (2005). À la télévision, elle intervient de manière régulière et joue dans les éphémères séries Kidnapped (2006-2007) ; Chaos (2011) et Zero Hour (2013).
Mais c'est la décennie suivante qu'elle accède réellement à la notoriété en participant à des projets plus exposés et qui rencontrent le succès : American Nightmare 2: Anarchy (2014), le drame acclamé Selma (2014), qui lui vaut de nombreuses récompenses et nominations, puis, elle confirme en jouant le personnage de Seraphine Picquery dans le blockbuster fantastique Les Animaux fantastiques (2016) ainsi qu'avec les longs métrages Alien: Covenant et It Comes at Night, tous deux sortis en 2017.
Elle est aussi à l'affiche des séries télévisées The Girlfriend Experience (2017), True Detective (2019), Self Made (2020) et elle porte le film Netflix, La Morsure du crotale (2019).

## Biographie

### Enfance et formation
Carmen Elizabeth Ejogo est la fille d'un Nigérian, chef d'entreprise, Charles Ejogo, et d'une Écossaise, guide touristique, Elizabeth Douglas.
Elle a un frère plus jeune, né en 1976, qui se nomme également, Charles Ejogo, qui est juriste.
Elle fréquente l'école primaire catholique de l'oratoire à Chelsea, jusqu'en 1984. Elle poursuit sa formation à l'école Godolphin et Latymer.

### Vie privée
Elle a été brièvement mariée à l'artiste trip-hop Tricky.
De 2000 à 2014, elle fut mariée à l'acteur Jeffrey Wright, qu'elle a rencontré sur le tournage du téléfilm Boycott. Ils ont eu deux enfants, un garçon, Elijah, et une fille, Juno.

### Engagements
Partisan des Travaillistes, elle apporte son soutien au sénateur Bernie Sanders lors des primaires démocrates, puis elle annonce voter pour Joe Biden lors de l'élection présidentielle américaine de 2020.
Elle publie des articles pour les mouvements Black Lives Matter et Love Wins.

## Carrière

### Débuts et progression (1986-2001)
Après une brève première incursion dans le cinéma par le film musical britannique Absolute Beginners avec David Bowie, elle commence sa carrière dans le milieu de divertissement en tant que présentatrice de l'émission de télévision pour enfants, Saturday Disney, entre 1993 et 1995. Une émission populaire, notamment récompensée par les Logie Awards, une cérémonie de récompenses australienne dont les prix sont remis à la suite des votes des lecteurs du magazine TV Week.
En 1996, elle intègre la distribution de la mini-série de science fiction dramatique Cold Lazarus, acclamée par les critiques, elle réitère l'expérience, deux ans plus tard, en 1998, pour le drame Colour Blind, basé sur l’œuvre de Catherine Cookson. Entre-temps, elle décroche un rôle dans le film policier Le Flic de San Francisco, popularisé par Eddie Murphy, qui rencontre un franc succès lors de sa sortie en salles.
Elle alterne ensuite cinéma indépendant et production plus exposée, elle joue un second rôle dans le thriller I Want You, porté par l'actrice Rachel Weisz et rejoint Uma Thurman, Ralph Fiennes et Sean Connery pour le film d'action Chapeau melon et bottes de cuir, adaptation de la célèbre série télévisée éponyme.
En 2000, elle fait partie de la distribution du film musical britannique Peines d'amour perdues qui est présenté hors compétition à la Berlinale, le 14 février 2000, et sort en Belgique le 14 juin 2000 et sur les écrans français le 24 janvier 2001. La même année, elle joue le rôle-titre dans son premier téléfilm Sally Hemings: An American Scandal. Cette fiction historique raconte la relation controversée d'une durée de trente huit ans entre Thomas Jefferson et son esclave. La prestation de Carmen est saluée par la critique, elle reçoit une nomination lors des Black Reel Awards dans la catégorie « Meilleure actrice ».
En 2001, elle incarne Coretta Scott King, l'épouse du pasteur et militant pour l'émancipation des noirs américains, Martin Luther King, pour les besoins du téléfilm applaudi par la critique Boycott, diffusé sur le réseau HBO. Une fois encore, la prestation de Carmen est appréciée, elle décroche une nomination au titre de Meilleure actrice dans un téléfilm ou une mini série dramatique, lors de la cérémonie des NAACP Image Awards, qui récompense, chaque année, les professionnels de la communauté afro-américaine. Au cinéma, elle signe une intervention dans le drame Perfume qui suit le quotidien de mannequins à l'approche d'un important défilé, mais le film est un échec. Puis on la retrouve dans la comédie Escrocs avec Martin Lawrence et Danny DeVito.

### Rôles de soutien reconnu (2004-2010)
En 2004, après une courte pause dans sa carrière, elle réapparaît en décrochant un rôle secondaire dans le film dramatique Noël qui met en vedette Susan Sarandon, Paul Walker et Penélope Cruz. Le film suit le parcours de cinq personnes dont le destin va se croiser pendant la nuit de Noël.
En 2005, elle rejoint le téléfilm Lackawanna Blues accompagnée, entre autres, par Sharon Epatha Merkerson, Terrence Howard et Liev Schreiber. Produit par l'oscarisée Halle Berry, ce drame remporte la ferveur des critiques et se retrouve nommé à de nombreuses cérémonies de récompenses. En plus de recevoir une nouvelle nomination aux Image Award, Carmen Ejogo remporte le Black Reel Awards de la meilleure actrice dans un second rôle à la télévision.
En 2006, elle intègre la distribution principale de la série télévisée Kidnapped avec Timothy Hutton et Dana Delany. Cette série se concentre sur tous les protagonistes d'un enlèvement : les auteurs, la famille de la personne kidnappée ainsi que les policiers chargés de l'enquête. À l'origine, chaque saison de Kidnapped devait mettre en scène un enlèvement différent, mais en raison de mauvaises audiences, et ce, malgré l’engouement des critiques, saluant notamment un récit superbement construit, NBC a arrêté la série à la fin de la première saison.
En 2007, elle revient ensuite au cinéma dans un second rôle pour le thriller À vif. Elle retrouve Terrence Howard et le film met en vedette Jodie Foster. Le film entre directement à la première position du box office lors de sa sortie en salles. À la télévision, elle fait confiance au réalisateur Spike Lee pour le téléfilm M.O.N.Y. qui retrace le parcours d'un homme moyen qui se retrouve soudainement au poste de Maire de New York.
En 2008, après une apparition en tant qu'actrice principale dans un épisode de la série policière New York, police judiciaire, elle continue de jouer les seconds rôles aux côtés des acteurs les plus en vue du moment, pour le thriller policier Le Prix de la loyauté avec Colin Farrell et Edward Norton. Le film divise la critique, mais réussit à être rentabilisé grâce à ses performances à l'international.
En 2009, elle rejoint la comédie dramatique Away We Go avec Maya Rudolph, John Krasinski et Catherine O'Hara. Le film est avant tout acclamé par la profession et la critique bien plus qu'il ne séduit au box-office.

### Échecs télévisuels, concentration sur le cinéma (2011-2014)
Après une nouvelle pause, elle fait son retour, en 2011, à la télévision. Elle retente le pari d'intégrer la distribution principale d'une série pour Chaos produite par Brett Ratner et avec Freddy Rodríguez. Mais la série est un échec cuisant et se retrouve rapidement déprogrammée par le réseau CBS.
En 2012, elle figure dans la distribution de deux productions. La première Sparkle, est un drame musical mettant en vedette les chanteuses Jordin Sparks et la diva Whitney Houston. Doté d'un faible budget de 14 millions de dollars, le film réalise de jolis scores au box office et séduit également la profession. Il est notamment nommé au titre de Meilleur Film lors de la cérémonie des BET Awards. Le second est le thriller Alex Cross, l'adaptation du roman La Lame du boucher de James Patterson, paru en 2006. Dans la distribution, le Français Jean Reno, Tyler Perry, Rachel Nichols et Matthew Fox. Le film divise la profession et ne rencontre pas le succès escompté.
Retour à la télévision en 2013, pour la série télévisée Zero Hour. La série suit le quotidien d'un rédacteur en chef de magazine (joué par Anthony Edwards, popularisé par le show médical Urgences) dont le but est de démontrer que tout événement à une explication rationnel, qu'il s'agisse de mythes, légendes ou conspirations. Mais une fois de plus, les audiences insuffisantes conduisent le réseau ABC à interrompre la diffusion et à l'annulation du show.
Elle renonce un temps à la télévision et intègre la distribution du film d'action American Nightmare 2 qui fait suite à American Nightmare, du même réalisateur, sorti en 2013. Côté spectateurs, le film est un important succès au box office rapportant plus de 111 millions de dollars pour un budget estimé à moins de 10 millions de dollars. La profession salue également cette suite qui renouvelle le franc succès du premier opus, par plusieurs nominations lors de cérémonies de remises de prix. Cette seconde purge est par exemple nommée dans la catégorie Film thriller préféré lors des People's Choice Awards et le réalisateur remporte la catégorie Meilleure suite d'un film d'horreur lors des iHorrorAwards.

### Regain critique et confirmation commerciale (2015-)

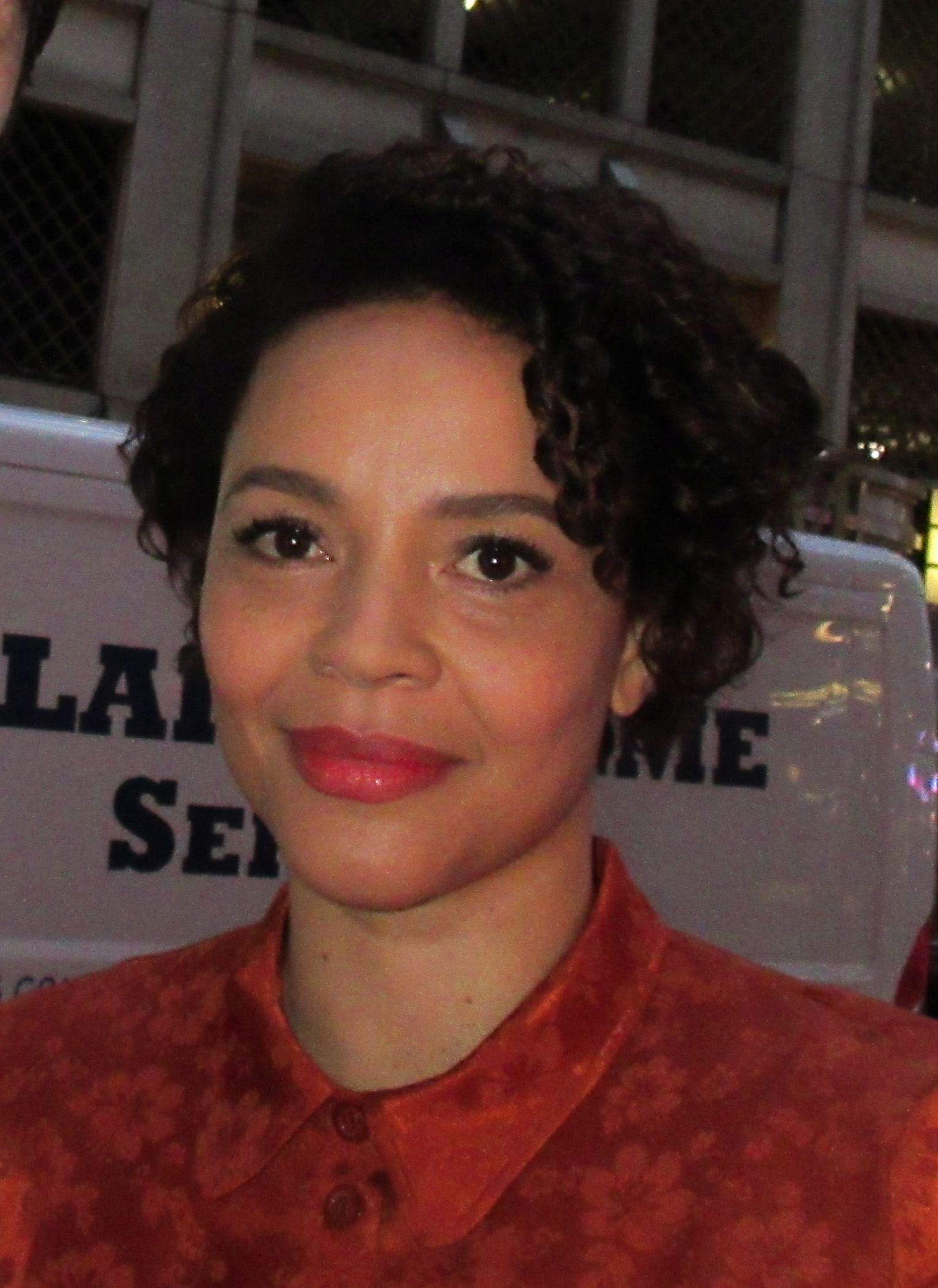
Photographiée en avril 2019 à New York.

En 2015, Carmen Ejogo joue l'un des premiers rôles dans le drame Selma d'Ava DuVernay. Pour ce film, directement inspiré des événements ayant eu lieu dans la ville de Selma (Alabama) en 1965, concernant le mouvement des droits civiques américains, elle incarne à nouveau Coretta Scott King, la femme de Martin Luther King, près de quinze ans après l'avoir incarné dans le téléfilm Boycott. Le film est l'un des plus importants succès de l'année. En plus de triompher côté box office, il est largement plébiscité par la critique,. Elle est élue Meilleure actrice dans un second rôle par l'association de critiques de cinéma chargée de promouvoir les professionnels Afro-Américains de l'industrie cinématographique, Black Film Critics Circle. Elle est détentrice du même titre lors des NAACP Image Awards et remporte son second Black Reel Awards. La production est également nommée lors des Oscars du cinéma 2015.
Forte de cette nouvelle visibilité, elle enchaîne en étant la tête d'affiche du drame biographique Born to Be Blue avec Ethan Hawke qui raconte l'histoire du musicien Chet Baker. Bien que cette fois ci le succès au box office ne soit pas réellement au rendez vous, le film étant sorti dans un nombre de salles restreint, il reçoit néanmoins les éloges de la part des critiques,. Sa performance est reconnue par une nomination dans la catégorie Meilleure actrice lors de la cérémonie des Canadian Screen Awards de 2017.
Continuant sur sa lancée, elle s'engage sur la série dérivée de la saga Harry Potter, Les Animaux fantastiques. J. K. Rowling, signe ici son premier scénario cinématographique et décrit cette nouvelle saga comme une « extension du monde des sorciers » pour les personnes ayant eu connaissance de la saga Harry Potter et non un préquel. Ce blockbuster fantastique remporte tous les suffrages, en plus d'un colossal résultat au box-office, la critique est quasi unanime et le film est nommé et récompensé à de nombreuses reprises lors de prestigieuses cérémonies. C'est d'ailleurs le seul film adapté du monde des sorciers de J. K. Rowling à avoir reçu un Oscar du cinéma (Meilleurs costumes). Fin mars 2017, à la fin de son exploitation, le film arrive à la soixantième place du box-office historique mondial et dépasse même les résultats obtenus par Harry Potter et le Prisonnier d’Azkaban en 2004.
En 2017, elle participe au court métrage de science-fiction, Prologue: Last Supper avec Demián Bichir, Michael Fassbender et James Franco, qui annonce la sortie d'Alien: Covenant, pour le 10 mai 2017. Il s'agit du sixième film de l'univers d'Alien et du troisième réalisé par Ridley Scott. Il s'agit d'une suite directe à Prometheus, ainsi que d'une préquelle au film Alien. La première bande annonce est dévoilée le 24 décembre 2016 sur la plate-forme YouTube, et a fait près de 1 million de vues dans ses premières heures de diffusion. Pour ce film, elle retrouve sa partenaire des Animaux Fantastiques Katherine Waterston et incarne une biologiste, femme du personnage joué par Billy Crudup. Le film est un succès au box office et génère plus de 230 millions de dollars de recettes et il est également validé par la critique. Elle rejoint également la distribution du film d'horreur apocalyptique It Comes at Night, sortie en France le 21 juin. Les retours sont positifs, la critique plébiscite le long métrage,.
En 2018, elle intègre la distribution principal de la deuxième saison de la série d'anthologie, The Girlfriend Experience et incarne Bria Jones, une femme obligée de faire ses bagages et de s'installer au Nouveau-Mexique après avoir découvert des informations dérangeantes sur un client régulier. Dans le même temps, elle  rejoint aussi la distribution principale de la troisième saison de la série d'anthologie True Detective, elle incarne une institutrice liée à deux enfants disparus en 1980. Cette troisième saison racontera l'histoire d'un crime macabre au cœur des Ozarks et un mystère qui s'étend sur plusieurs décennies et se joue en trois périodes distinctes.
Au cinéma, elle reprend brièvement le rôle de Seraphine Picquery pour Les Animaux fantastiques : Les Crimes de Grindelwald. Puis, elle joue le premier rôle d'un thriller indépendant distribué par Netlix, La Morsure du crotale réalisé par Zak Hilditch,. Toujours pour la plate-forme, elle est à l'affiche de la mini-série Self Made portée par la performance d'Octavia Spencer. Il s’agit de l’adaptation de la biographie On Her Own Ground d’A'Lelia Bundles (2001) relatant la carrière de sa grand-mère Madam C.J. Walker (1867-1919), première femme d'affaires afro-américaine à devenir millionnaire par elle-même.
Elle poursuit avec ce format court et seconde Demi Moore dans une mini série adapté d'un podcast érotique, Dirty Diana, pour Amazon Prime puis joue dans Your Honor pour Showtime avec Bryan Cranston,.

### Musique
Carmen Ejogo est également impliquée dans l'industrie de la musique. Elle a notamment collaboré avec plusieurs artistes dans les années 1990. Elle a présenté son propre show, The Carmen Ejogo Video Show, sur la chaîne Power Station de BSB.
Elle est également auteur et interprète du morceau Candles du DJ Alex Reece, apparaissant également dans le clip vidéo et figure dans les crédits de production.
Elle a également prêté sa voix pour des duos avec son ex mari, Tricky. Elle est présente sur la bande originale du film Love's Labor's Lost (2000) ainsi que sur celle du film musical Sparkle (2012) ou elle interprète quatre chansons.

## Filmographie
Sauf indication contraire, les informations mentionnées dans cette section peuvent être confirmées par la base de données cinématographiques IMDb,  présente dans la section « Liens externes ».

### Cinéma
- 1986 : Absolute Beginners de Julien Temple : Carmen
- 1997 : Le Flic de San Francisco (Metro) de Thomas Carter : Veronica "Ronnie" Tate
- 1998 : I Want You de Michael Winterbottom : Amber
- 1998 : Chapeau melon et bottes de cuir (The Avengers) de Jeremiah S. Chechik : Brenda
- 1999 : Tube Tales de Charles McDougall : Girl (segment "Steal Away")
- 2000 : Peines d'amour perdues (Love's Labour's Lost) de Kenneth Branagh : Maria
- 2001 : Perfume de Michael Rymer et Hunter Carson : Chloe
- 2001 : Escrocs (What's the Worst That Could Happen?) de Sam Weisman : Amber Belhaven
- 2004 : Noël de Chazz Palminteri : Dr Batiste
- 2007 : À vif de Neil Jordan : Jackie
- 2008 : Le Prix de la loyauté (Pride and Glory) de Gavin O'Connor : Tasha
- 2009 : Away We Go de Sam Mendes : Grace De Tessant
- 2012 : Alex Cross de Rob Cohen : Maria Cross
- 2012 : Sparkle de Salim Akil : Sister
- 2014 : American Nightmare 2 : Anarchy (The Purge: Anarchy) de James DeMonaco : Eva Sanchez
- 2015 : Selma d'Ava DuVernay : Coretta Scott King
- 2016 : Les Animaux fantastiques (Fantastic Beasts and Where to Find Them)  de David Yates : Séraphine Picquery
- 2016 : Born to Be Blue de Robert Budreau (en) : Jane / Elaine
- 2017 : Alien : Covenant de Ridley Scott : Karine Oram
- 2017 : It Comes at Night de Trey Edward Shults : Sarah
- 2017 : L'Affaire Roman J. (Roman J. Israel, Esq.) de Dan Gilroy : Maya Alston
- 2018 : Les Animaux fantastiques : Les Crimes de Grindelwald (Fantastic Beasts : The Crimes of Grindelwald) de David Yates : Séraphine Picquery
- 2019 : Le Voyage du Docteur Dolittle (Dolittle) de Stephen Gaghan : Regine, une lionne (voix)
- 2019 : La Morsure du crotale (Rattlesnake) de Zak Hilditch : Katrina Ridgeway (également productrice exécutive)
- 2022 : Forty Winks de William Atticus Parker : Nina Sherman
- 2025 : Fountain of Youth de Guy Ritchie

### Télévision

#### Séries télévisées
- 1996 : Cold Lazarus : Blinda
- 1998 : Colour Blind : Rose-Angela Patterson
- 2006 - 2007 : Kidnapped : Turner
- 2008 : New York, police judiciaire (Law and Order) : April Lannen
- 2011 : Chaos : Fay Carson
- 2013 : Zero Hour : Rebecca 'Beck' Riley
- 2017 : The Girlfriend Experience : Bria Jones
- 2019 : True Detective : Amelia Reardon
- 2020 : Self Made (Self Made : Inspired by the Life of Madam C.J. Walker) : Addie
- 2020 : Dirty Diana : Petra (voix)
- 2020 - 2023 : Your Honor : Lee Delamere
- 2023 : I'm a Virgo : Lafrancine
- 2024 : The Penguin : Eve Karlo

#### Téléfilms
- 2000 : Sally Hemings : An American Scandal de Charles Haid : Sally Hemings
- 2001 : Boycott de Clark Johnson : Coretta Scott King
- 2005 : Lackawanna Blues de George C. Wolfe : Alean
- 2007 : M.O.N.Y. de Spike Lee : Francine Tyson

## Distinctions
Sauf indication contraire ou complémentaire, les informations mentionnées dans cette section proviennent de la base de données IMDb.

### Récompenses
- Black Reel Awards 2006 : Meilleure actrice dans un second rôle à la télévision pour Lackawanna Blues
- Black Film Critics Circle 2014 :
  - Meilleure actrice dans un second rôle pour Selma
  - Meilleure distribution pour Selma
- Black Reel Awards 2015 : Meilleure actrice dans un second rôle pour Selma
- NAACP Image Awards 2015 : Meilleure actrice dans un second rôle pour Selma

### Nominations
- Black Reel Awards 2001 : Meilleure actrice - Network/Cable pour Sally Hemings: An American Scandal
- NAACP Image Awards 2002 : Meilleure actrice dans un téléfilm ou une mini série dramatique pour Boycott
- NAACP Image Awards 2006 : Meilleure actrice dans un téléfilm ou une mini série dramatique pour Lackawanna Blues
- San Diego Film Critics Society Awards 2014 : Meilleure distribution pour Selma
- Village Voice Film Poll 2014 : Meilleure actrice dans un second rôle pour Selma
- Washington D.C. Area Film Critics Association 2014 : Meilleure distribution pour Selma
- Film Independent's Spirit Awards 2015 : Meilleure actrice dans un second rôle pour Selma
- Georgia Film Critics Association 2015 : Meilleure distribution pour Selma
- Online Film & Television Association 2015 : Meilleure actrice pour Selma
- Canadian Screen Awards 2017 : Meilleure actrice pour Born to Be Blue
- Black Reel Awards 2018 : Meilleure actrice pour It Comes at Night
- Black Reel Awards for Television 2018 : Meilleure actrice dans un téléfilm ou une mini-série pour The Girlfriend Experience
- Black Reel Awards for Television 2019 : Meilleure actrice dans un second rôle dans un téléfilm ou une mini-série pour True Detective
- Women's Image Network Awards 2019 : Meilleure actrice dans un téléfilm ou une mini-série pour The Girlfriend Experience
- Black Reel Awards for Television 2020 : Meilleure actrice dans un second rôle dans un téléfilm ou une mini-série pour Self Made

## Voix francophones
En France, Annie Milon est la voix la plus régulière de Carmen Ejogo. Stéphanie Lafforgue l'a doublée à trois reprises. En parallèle, Caroline Victoria, Géraldine Asselin et Déborah Claude l'ont doublée à deux occasions.
Au Québec, elle est principalement doublée par Hélène Mondoux. 